# 6 Малого Пса
6 Малого Пса — звезда в созвездии Малого Пса.
6 Малого Пса — оранжевый гигант спектрального класса К с видимой звёздной величиной +4.55. Невооружённым глазом звезда видна только в ясную и безлунную ночь. Расстояние до Земли составляет 560 световых лет.